# Egnasia obscurata
Egnasia obscurata är en fjärilsart som beskrevs av Paul Mabille 1898. Egnasia obscurata ingår i släktet Egnasia och familjen nattflyn. Inga underarter finns listade i Catalogue of Life.